# Krav Maga
Krav Maga je izraelska borilačka vještina uvelike prihvaćena u vojsci, policiji i sličnim granama kao obrana od golorukih pa i naoružanih napadača. Pokazala se kao izvrsna na terenu, a ime je dobila od svog osnivača Imrich Sde-Ora. Eyal Yanilov desna je ruka samom osnivaču i to preko petnaest godina te vodi Međunarodnu Krav Maga federaciju. Krav Maga počela je raditi pod tim imenom od osnivanja Izraela 1948., no sam osnivač učio je mnoge netom nakon njegovog prebjega 1940. iz Bratislave u tadašnju Palestinu pred nacistima. Da nije prebjegao ostali bismo vjerojatno bez jedne efikasne i učinkovite borilačke vještine.
Praktična metoda borbe koja obučava kako izbjeći, spriječiti i razriješiti bilo koju vrstu nasilja i napada. Krav Maga obučava samoobranu, borilačke i borbene vještine, kao i vještine zaštite drugih, a sve to na jedinstven i jednostavan način učenja. Ipak, osnovna filozofija treninga i obuke je situacija 'on ili ja' u okruženju gdje bi poraz bio smrtonosan.
Krav Maga je nastala u Izraelu, pod pritiskom realnih životnih zahtjeva i uvjeta. Metodu je osnovao Imi Lichtenfeld, a nastavio razvijati i modificirati Eyala Yanilov te vrhunski instruktori Međunarodne organizacije Krav Maga Global (KMG). KMG su priznale i podržale Izraelske Obrambene snage (IDF) i Sibata, a Krav Magu upotrebljavaju vojne snage, policijski odredi i tajne službe (CIA i FBI) iz cijeloga svijeta. 

## Vanjske poveznice
- Službene stranice Krav Maga Hrvatska,
- Službene stranice Krav Maga Hercegovina  Arhivirana inačica izvorne stranice od 8. travnja 2017. (Wayback Machine)